# Finnhamn
Finnhamn – szwedzka wyspa w Archipelagu Sztokholmskim. Administracyjnie należy do gminy Österåker. Znajduje się na wschód od Ingmarsö i na zachód od Husarö. Nazwa wzięła się od licznych statków fińskich, które zatrzymywały się w naturalnej przystani w drodze do i ze Sztokholmu.
W 1915 biznesmen Wilhelm Rönström wybudował na wyspie swoją rezydencję, która dzisiaj służy jako schronisko młodzieżowe. Finnhamn została zakupiona przez miasto Sztokholm w 1943 roku. Wybudowano wtedy na niej domy robotnicze.
Wyspa posiada całoroczne połączenie promowe z centrum Sztokholmu, realizowane przez przewoźników Cinderellabåtarna i  Waxholmsbolaget.

## Źródła
- Finnhamn. visitskargarden.se. [zarchiwizowane z tego adresu (2015-10-23)].